# MI2
MI2, Sekcja 2 Brytyjskiego Wywiadu Wojskowego, była oddziałem Brytyjskiego Zarządu Wywiadu Wojskowego, części Biura Wojny. Szpiegowała Rosję i państwa Skandynawskie.